# مايكل كوينتيرو
مايكل كوينتيرو (بالإسبانية: Michael Quintero)‏ مواليد 11 يوليو 1980 في ميديلين، هو لاعب كرة مضرب كولومبي بدأ مسيرته كمحترف سنة 1998 يلعب باليد اليمنى. أعلى تصنيف له في الفردي كان المركز الـ 245 في سنة 2007. أعلى تصنيف له في الزوجي كان المركز الـ 231 في سنة 2008.

## روابط خارجية
- مايكل كوينتيرو على موقع رابطة محترفي التنس (الإنجليزية)
- مايكل كوينتيرو على موقع الاتحاد الدولي لكرة المضرب (الإنجليزية)
- مايكل كوينتيرو على موقع كأس ديفيز (الإنجليزية)
- مايكل كوينتيرو على موقع خلاصة التنس.كوم (الإنجليزية)